# Truesports
Truesports était une équipe de course automobile fondée par Jim Trueman  basée à Hilliard (Ohio). L'équipe est surtout connue pour avoir remporté l'Indy 500 en 1986 et les championnats consécutifs CART en 1986 et 1987. 
Le mot « Truesports » est une association du nom de famille « Trueman » et du mot «Sports. »
En 1993, l'équipe a été absorbée dans ce qui est maintenant Rahal Letterman Racing .